# Gundars Āboliņš
Gundars Āboliņš (ur. 7 stycznia 1960 w Rydze) — łotewski aktor filmowy i teatralny.
Pracuje dla New Riga Theatre. Wcześniej pracował z m.in. Dailes Theatre. Został nagrodzony nagrodą Spēlmaņu nakts gada aktieris w 2006 r.

## Filmografia
Źródło:
| Rok  | Film                                 | Rola           |
| ---- | ------------------------------------ | -------------- |
| 1977 | Buras                                | Stass          |
| 1981 | Limuzīns Jāņu nakts krāsā            | Uģis Tūters    |
| 1982 | Aizmirstās lietas                    |                |
| 1986 | Apbraucamais ceļš                    |                |
| 1987 | Fotogrāfija ar sievieti un mežakuili |                |
| 1989 | Dzīvīte                              | Ojārs Rubenis  |
| 1993 | Grēciniece maskā                     |                |
| 2000 | Vecās pagastmājas mistērija          | Žoržiks        |
| 2004 | Ūdensbumba resnajam runcim           | Ivo            |
| 2006 | Ūdens                                |                |
| 2007 | Jāņu nakts                           | Oskars         |
| 2009 | Mali rabusie Mazie laupitaji         | Apsargs        |
| 2011 | Monsieur Taurins                     | Gunārs Tauriņš |